# Kaban Julu
Kaban Julu is een bestuurslaag in het regentschap Dairi van de provincie Noord-Sumatra, Indonesië. Kaban Julu telt 1512 inwoners (volkstelling 2010).